# Humboldt Channel
Humboldt Channel är ett sund i Kanada.   Det ligger i territoriet Nunavut, i den nordöstra delen av landet, 2 900 km nordväst om huvudstaden Ottawa.
Trakten runt Humboldt Channel består i huvudsak av gräsmarker.